# HQ-61
Die HQ-61 (chinesisch 紅旗-61 / 红旗-61, Pinyin Hóng Qí-61, auf Deutsch: Rote Fahne -61) ist ein in der Volksrepublik China entwickeltes Kurz-/Mittelstrecken-Flugabwehrraketensystem mit Feststoff-Antrieb und radargestützter Zielerfassung. Das System dient zur Abwehr von Kampfflugzeugen, Kampfhubschraubern sowie Marschflugkörpern. Es wurde in den 1960er-Jahren entwickelt und nicht exportiert.

## Entwicklung
Die Volksbefreiungsarmee besaß in den 1960er-Jahren lediglich das HQ-2- bzw. S-75-Flugabwehrraketensystem, das allerdings für das Abfangen von Luftzielen in mittlerer bis großer Höhe konzipiert wurde. Demnach forderten die Militärs ein Flugabwehrraketensystem für niedrige und mittelhohe Luftbedrohungen, vor allem, um die Bodentruppen vor Fliegerangriffen zu schützen. Die Raketenentwicklung wurde 1965 zunächst von der in Peking ansässigen 2. Akademie des Siebten Ministeriums für Maschinenbauindustrie (heute Akademie für Verteidigungstechnologie) unter der Bezeichnung Hongqi-41 aufgenommen. Im Jahr 1967 übernahm das in Shanghai ansässige „Zweite Büro für Maschinenbau und Elektrotechnik Shanghai“ (heute Shanghaier Akademie für Raumfahrttechnologie) die Entwicklungsarbeiten, wobei die Umbenennung in Hongqi-61 erfolgte. Ursprünglich sowohl für den landgestützten als auch für den schiffsgestützten Einsatz entwickelt, wurde schließlich der schiffsgestützten Variante eine höhere Priorität zugestanden. Die Entwicklungsarbeiten litten erheblich unter dem Einfluss der Kulturrevolution, sodass die erste einsatzbereite Marineversion der HQ-61 erst 1986 getestet werden konnte.
Die Entwicklung der landgestützten Version HQ-61A begann 1976. Das zugehörige Feuerleitradar und das Feuerleitfahrzeug wurden gleichzeitig entwickelt. Der Produktionsstart erfolgte im Jahr 1988.
Derzeit befindet sich das System in der Ausphasung. Es wird durch die leistungsstärkeren Systeme der Typen HQ-7, HQ-64 und KS-1 ersetzt.

## Technik
An der HQ-61A-Rakete sind im hinteren Bereich  vier trapezförmige Steuerflächen und auf etwa der halben Länge des Flugkörperrumpfs vier trapezförmige Stabilisierungsflächen angebracht. Die Stabilisierungsflächen und die hinteren Steuerflächen befinden sich nicht in der gleichen geometrischen Ebene, sondern sind in einem Winkel von 45 Grad versetzt angeordnet. Die HQ-61-Lenkwaffen sind einstufige Flugkörper mit einem Feststoffraketentriebwerk. Die HQ-61-Lenkwaffen werden nach dem Start durch Funkbefehle an das Ziel herangeführt. Für den Zielanflug kommt die halbaktive Zielsuchlenkung zum Einsatz.
Das Start- und Transportfahrzeug wird RF-61A genannt. Dieses basiert auf dem Yanan SX2150 (6×6) LKW. Auf diesem ist ein um 360° drehbarer Doppelraketenstarter montiert. Der LKW ist mit vier hydraulisch betätigten Stützen ausgestattet, die vor dem Start abgesenkt werden müssen. Das Feuerleitradar ist auf einem Hong Yan CQ-261-LKW installiert. Das Typ 571-Feuerleitradar ist ein Dauerstrichradar und arbeitet im C-Band. Zusätzlich kann die Lenkwaffe, ohne Nutzung des Radars mithilfe eines Fernsehvisiers ins Ziel geführt werden.
Eine typische HQ-61-Batterie besteht aus vier RF-61A-Start- und Transportfahrzeugen, einem Typ 571-Feuerleitradar sowie einem Feuerleitfahrzeug.
Die Marineausführung der HQ-61 ist auf den Fregatten der Jiangdong-Klasse (Typ 053K) und Jiangwei-Klasse (Typ 053H2G) installiert.

## Varianten

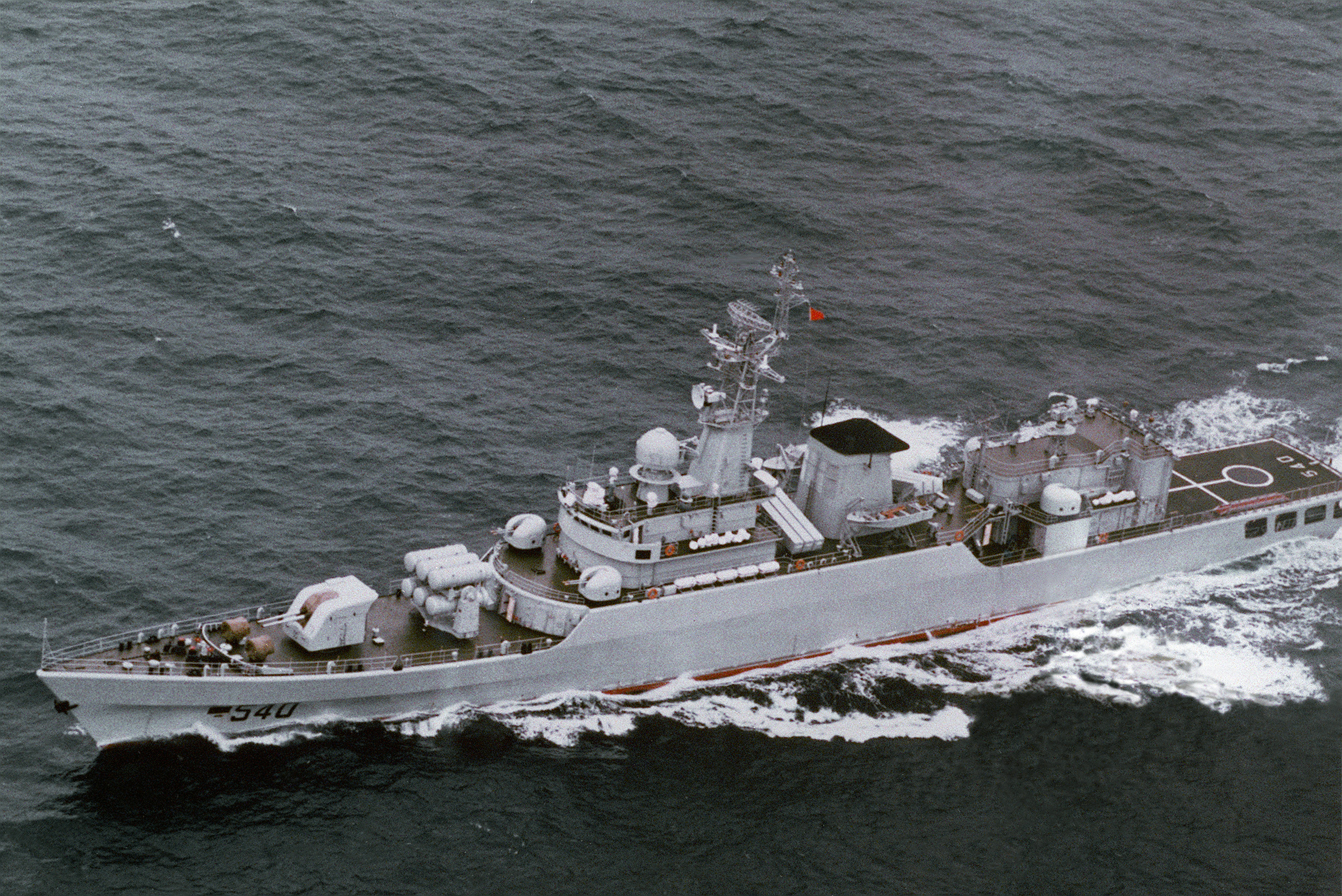
Ein Sechsfachstarter für HQ-61M-Raketen aus zylindrischen Startbehältern hinter dem Geschützturm an Bord eines Schiffes der Jiangwei-Klasse

- HQ-61B: seegestützte Version mit Doppelstarter.
- HQ-61M: modernisierte seegestützte Version; Start des Flugkörpers aus zylindrischen Startbehältern.[7]
- HQ-61A: landgestützte Versione mit Doppelstarter auf Yanan-SX2150-Chassis.
- HQ-61 ARM: Anti-Radar-Rakete.
- PL-11: Luft-Luft-Rakete basierend auf der HQ-61.

## Nutzerstaaten
- Volksrepublik China